# Первая гражданская война в Гондурасе
Первая гражданская война в Гондурасе (исп. Primera guerra civil de Honduras) или Революция 1919 года — вооружённый конфликт в Гондурасе в 1919 году, спровоцированный попыткой президента Франсиско Бертранда остаться у власти.

## Предыстория

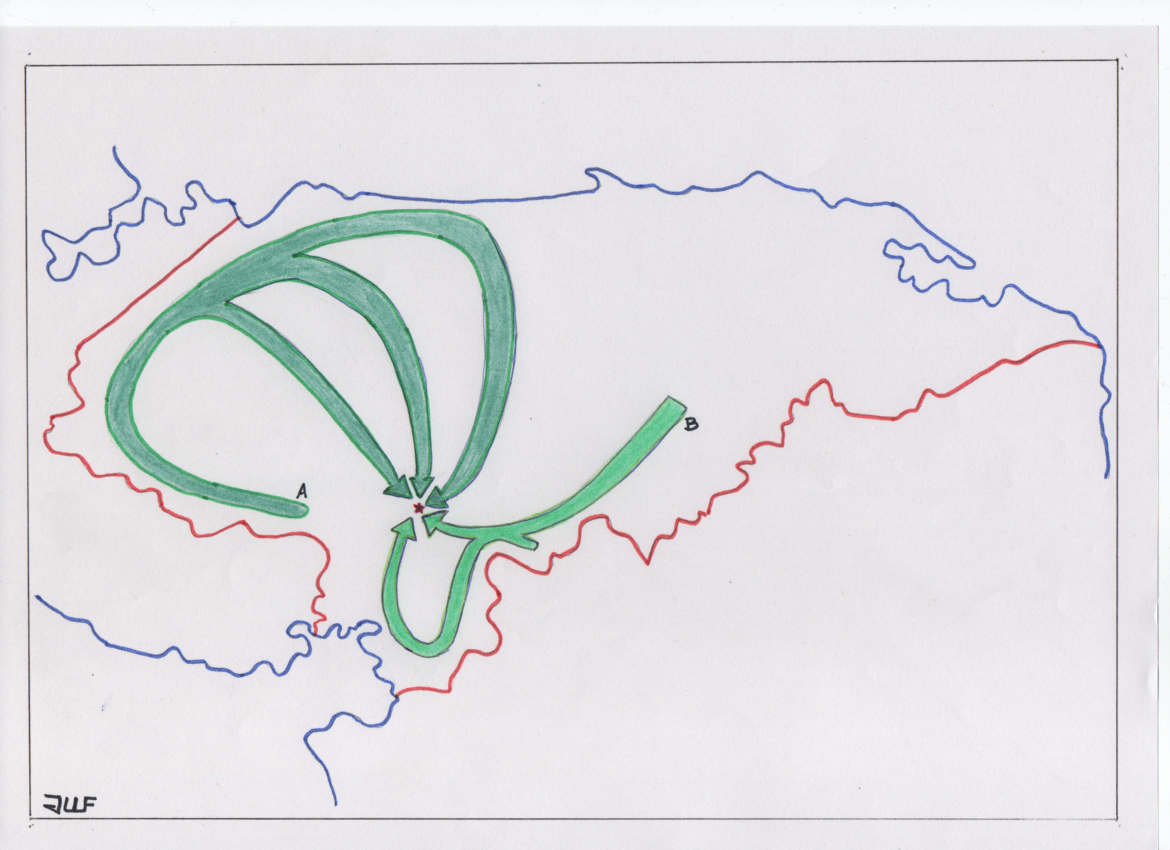
План боевых действий: А — действия «Революционной армии Запада», В — действия «Революционной армии Востока», * — Тегусигальпа.

В 1919 году у президента страны доктора Франсиско Бертранда Бараоны истекал его второй по счету срок полномочий, и он рассчитывал сделать преемником своего зятя, доктора Назарио Сориано. По своему статусу президент Гондураса исторически был слабой фигурой, что объяснялось господством в экономике страны американских транснациональных компаний, утвердившихся в Гондурасе с XIX века. Влияние на президента страны позволяло этим сырьевым компаниям блокировать легализацию профсоюзов и трудовые реформы и гарантировали налоговые льготы и право на приобретение земельных владений. В этом контексте попытки Бертранда повысить статус президентской власти натолкнулись на противодействие со стороны транснациональных корпораций США, в связи с чем Бертранд даже обвинял американского бизнесмена, «бананового короля» Самуэля Земюррея, в провоцировании революции.
В апреле 1919 года были проведены партийные выборы, по результатам которых Назарио Сориано был выдвинут в кандидаты в президенты от Национальной партии Гондураса. Однако Сориано был практически неизвестен населению страны, так как постоянно проживал в США, будучи консулом Гондураса в Новом Орлеане. Недоброжелатели Сориано и Бертранда активно обсуждали возможную победу Сориано, указывая на его связи с американским крупным бизнесом.
Среди кандидатов в президенты также были полковник и адвокат Херонимо Х. Рейна, министр обороны Франсиско Х. Мехия, Альберто де Хесус Мембреньо Васкес, бывший до Сориано официальным кандидатом в президенты от Национальной партии и вывезенный в Гватемалу, предположительно, ради обеспечения его безопасности, и генерал Рафаэль Лопес Гутьеррес, кандидат от Либеральной партии Гондураса.
В июле неуверенный в победе своего ставленника Бертранд приостановил действие гражданских прав граждан, рассчитывая предотвратить выборы, что ознаменовало начало гражданской войны. Антонио Лопес Гутьеррес, брат генерала Лопеса Гутьерреса и представитель Гондураса в Вашингтоне, тайно просил Государственный департамент США принять меры для обеспечения свободных выборов в Гондурасе.
Среди инициаторов восстания против президента был будущий президент Висенте Тоста Карраско — он объявил Бертранда диктатором и был заключён в тюрьму, однако вскоре был освобождён сторонниками и получил чин полковника. К нему присоединились полковник Грегорио Феррера и Х. Эрнесто Альварадо, которые, наряду с другими офицерами поклялись отстранить Бертранда от власти, а также генерал Рафаэль Лопес Гутьеррес, который добивался сотрудничества с либералами Гватемалы и консерваторами Никарагуа и получил поддержку самого богатого человека в Гондурасе, Сантоса Сото Росалеса, который предоставил повстанцам свою резиденцию для встреч.

## Действия сторон

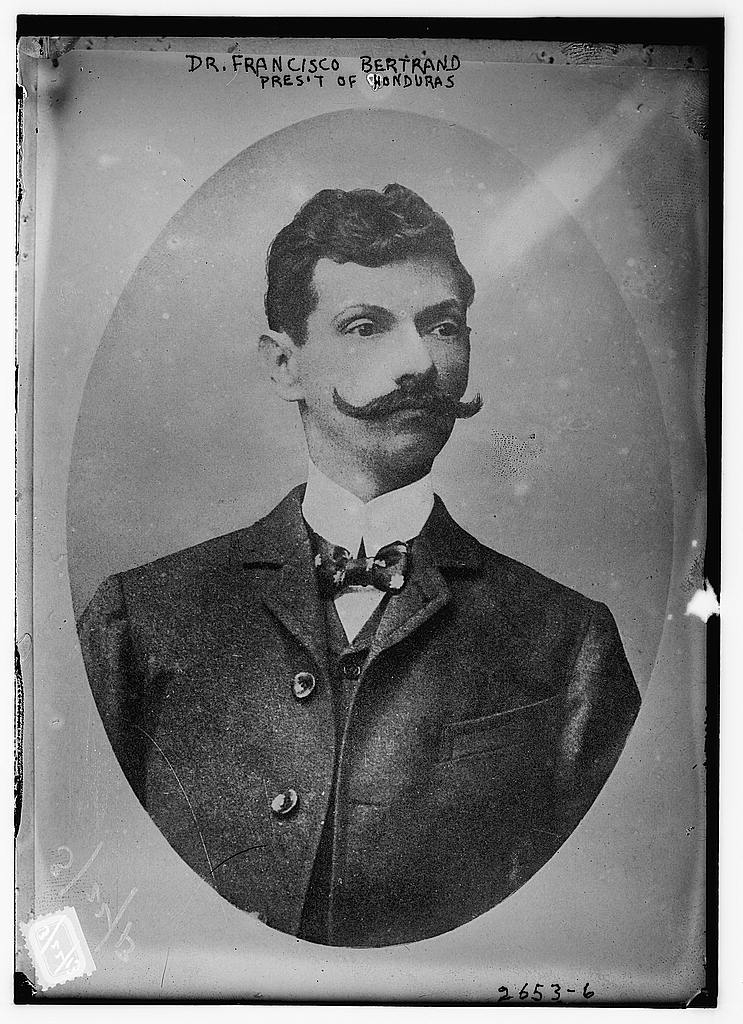
Франсиско Бертранд

24 июля правительство Бертранда обратилось с просьбой о выдаче займа к табачной корпорации «The Board of Water» на сумму 1000 гондурасских песо на военные расходы. Бертранд также добивался поддержки президента Сальвадора.
25 июля образовавшаяся повстанческая армия Западного округа под командованием генерала Хосе Рамиреса, погибшего в ходе операции, заняла муниципалитеты Ла-Эсперанса и Интибука. Офицеры Рамиреса, полковник Висенте Тоста Карраско и Грегорио Феррера, получили приказ выдвинуться в сторону городов Грасиас (Лемпира) и Санта-Роза, а затем направиться на север.
Между тем, повстанческая колонна под командованием генерала Рафаэля Лопеса Гутьерреса попыталась занять центр страны и столицу. В районе города Теупасенти Лопес Гутьеррес разбил правительственные войска под командованием генерала Эулохио Флореса, после чего двинулся к Эль-Педрегалито.
Одновременно генералы Хосе Мария Рейна, Эрнесто Альварадо и полковники Висенте Тоста Карраско, Флавио Дельсид и Грегорио Феррера во главе «Революционной армии Запада» продолжали военные операции на западе страны. 11 августа, в 5-00, повстанцы атаковали Грасиас. Далее повстанцы двинулись на Санта-Роза-де-Копан, где получили подкрепления с востока и окружили город. Глава правительственных сил генерал Хесус Мария Родригес приказал полковнику Висенте Айяле усилить охрану городского совета и подготовить солдат и горожан к борьбе, однако решительной битвы не случилось: в субботу 16 августа защитники города — 400 хорошо вооружённых солдат — после нескольких часов сопротивления капитулировали, и город был сдан повстанцам.
В этот период генерал повстанцев Висенте Тоста Карраско одолжил у той же корпорации «The Board of Water» 5000 гондурасских песо и двинулся на север.
Между тем генерал Хосе Мария Рейна и повстанческие войска вступили в бой в городе Сан-Николас с правительственными войсками под командованием полковника Теофило Кастильо, борьба была напряжённой и завершилась победой повстанцев.
29 августа правительственные позиции у Эль-Педрегалито, близ Тегусигальпы, были прорваны повстанческими силами.
Следующей крупной целью повстанцев стал город Сан-Педро-Сула. Генерал-майор Рейна, полковник Тоста Карраско, генерал Симон Агилар, полковник Феррера и генерал Альварадо 2 и 3 сентября руководили действиями повстанцев по взятию города. Генерал Рейна был ранен в атаке на траншеи правительственных войск на холме Ла-Кумбре. Отряды генерала Агилара в итоге добыли победу для повстанцев, продавив оборону правительственных сил, после чего повстанцы заняли Сан-Педро-Сула и направились в сторону города Пуэрто-Кортес.
Посол США в Гондурасе Томас Самбола Джонс призвал стороны к прекращению военных действий, а президента Бертранда — к отставке, одновременно запросив правительство США о военном вмешательстве, ссылаясь на то, что в боях к тому моменту уже погибло более 800 человек.

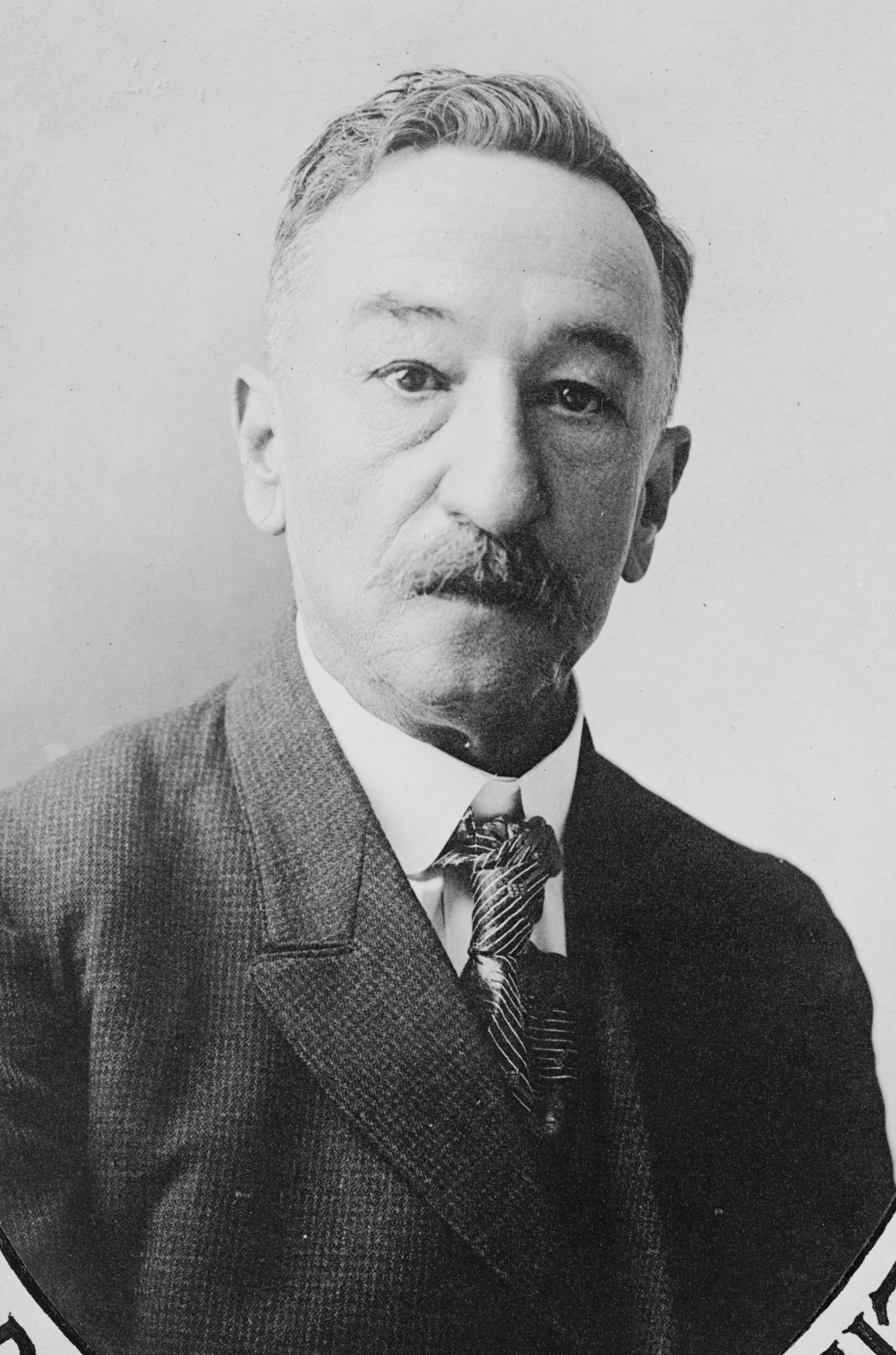
Рафаэль Лопес Гутьеррес, 1921 г.

Одновременно на востоке страны «Революционная армия Востока» объединилась, чтобы в сентябре напасть на город Данли. Во главе повстанцев на востоке стояли генералы Грегорио Агилар, Сальвадор Сиснерос, Адольфо Суньига. Правительственные войска возглавлял полковник Хосе Мария Диас Гомес. Штаб повстанцев у Данли был размещён на холме Эль-Эстикиринеро, основная масса их армии включала три колонны, стратегически размещённые для окружения города. В 05:00 полковник Мендоса атаковал Данли с севера, полковник Сиснерос с юга и полковник Агилар с востока. Разбуженный атакой правительственный гарнизон укрылся в казармах и соседних зданиях, забаррикадировались и приготовились отражать натиск повстанцев. К восходу солнца вся правительственная армия находилась внутри города и подвергалась интенсивным атакам со стороны противника, так и не сумев организовать эффективную оборону. Несколько групп солдат-камикадзе из числа повстанцев бросались к дверям зданий под огнём противника, с топорами, кирками и другими инструментами, чтобы выломать двери и проникнуть внутрь позиций гарнизона. К концу дня ожесточённый штурм был завершён, пленным солдатам гарнизона предоставили свободу при условии отказа от дальнейшей борьбы за диктатора.
9 сентября 1919 года доктор Бертранд покинул столицу и вместе с Назарио Сориано и другими сторонниками выехал в Сан-Лоренсо на двух автомобилях под американским флагом, гарантировавшим неприкосновенность, и отбыл в США. Глава Совета Министров Сальвадор Агирре взял на себя полномочия главы государства, пока 16 сентября его не сменил министр иностранных дел доктор Висенте Мехия Колиндрес, исполнявший функции президента до 5 октября. После бегства Бертранда и за несколько дней до вступления в Тегусигальпу войск генерала Лопеса Гутьерреса его брат Антонио Лопес Гутьеррес написал в Отдел Латинской Америки Госдепартамента США: «… необходимо сильное и центральное правительство, и мы хотим, чтобы Государственный департамент оказал нам моральную поддержку для достижения этой цели».
5 октября Национальный конгресс Гондураса назначил временным президентом доктора Франсиско Бограна, который призвал народ к участию во всеобщих выборах.
Вудро Вильсон, президент Соединённых Штатов Америки, отправил USS "Сан-Хосе" в Амапалу, к южному побережью Гондураса, но к его прибытию война закончилась, и корабль вернулся на базу.

## Последствия
После гражданской войны генерал Рафаэль Лопес Гутьеррес, 17 сентября триумфально вошедший во главе повстанческих сил в Тегусигальпу, выступил в качестве кандидата в президенты от Либеральной партии Гондураса. Однако бывший сторонник Бертранда генерал Тиберсио Кариас Андино заявил о непризнании Гутьерреса как кандидата в президенты, что привело ко второй гражданской войне в 1924 году, когда Гутьеррес, как и Бертранд, отказался отойти от дел.
В октябре состоялись выборы, и президентом ожидаемо был избран Рафаэль Лопес Гутьеррес.
К последствиям гражданской войны также следует отнести:
- гондурасское правительство обязалось модернизировать вооружённые силы и создать эффективные военно-воздушные силы,
- транснациональные компании (банановые, горно-добывающие — United Fruit Company, Cuyamel Fruit Company, Minería en Honduras и др.) захватили большую часть прибрежных земель на севере Гондураса,
- распространение нищеты, недоедания, сокращение заработной платы, ухудшение медицинского обслуживания,
- создание профсоюза работников транснациональных компаний,
- основание Коммунистической партии Гондураса.